# Mieko Yoshimura
Mieko Yoshimura (吉村美栄子, Yoshimura Mieko) és una política japonesa i actual governadora de la prefectura de Yamagata des del 14 de febrer de 2009. Yoshimura és la primera governadora dona de Yamagata i la sisena de tot el Japó.
Mieko Yoshimura, natural de la vila d'Ōe, a la prefectura de Yamagata i nascuda el 18 de maig de 1951 va accedir al càrrec de governadora el 2009 en vèncer a l'aleshores governador, en Hiroshi Saitō, amb una candidatura amb el suport del Partit Democràtic del Japó i d'alguns membres locals del Partit Liberal Democràtic, mentres que el seu contrincant va rebre el suport oficial del PLD i del Kōmeitō. Actualment, a data del 2020, Mieko Yoshimura es troba a la tercera legislatura del seu mandat com a governadora.